# Lemurella virescens
Lemurella virescens är en orkidéart som beskrevs av Joseph Marie Henry Alfred Perrier de la Bâthie. Lemurella virescens ingår i släktet Lemurella och familjen orkidéer. Inga underarter finns listade i Catalogue of Life.